# Букская ГЭС
Букская ГЭС им. Г. И. Петровского (укр. Буцька ГЕС ім. Г. І. Петровського) — малая гидроэлектростанция, расположенная около посёлка городского типа Буки (тогдашнем райцентре; ныне п.г.т. в Уманском районе) Черкасской области Украины. Является одной из первых малых гидроэлектростанций Украины.
Электростанция, построенная в конце 1920-х годов на реке Горный Тикич в Букском каньоне, была введена в эксплуатацию 7 ноября 1929 года, в день 12-й годовщины Октябрьской революции, и проработала до 1991 года. Вырабатываемая тремя силовыми агрегатами мощность составляла 0,57 МВт.
В 1965 году посёлок утратил статус районного центра, и в 1991 году была закрыта нерентабельная ГЭС, от которой сохранились некоторые гидротехнические сооружения.
Водопад Выр, в 1972 году получил статус гидрологического памятника природы местного значения. Уникальность ГЭС состоит в водозаборнике (лоток). В верхнем бьефе перепад воды составлял около 6-8 м. Благодаря правильно выбранному местоположению лотка на турбины шёл поток воды с высоты 18 метров, и соответствующий поток воды на турбины станции увеличил вырабатываемое количество электроэнергии.
На данный момент сооружения электростанции сильно разрушены и находятся в заброшенном состоянии.